# Mejszagoła (gmina)

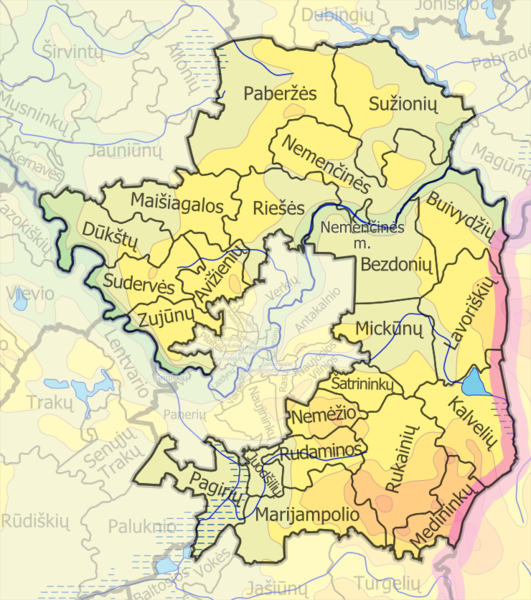
Gmina na mapie rejonu

Gmina Mejszagoła (lit. Maišiagalos seniūnija) – gmina w rejonie wileńskim okręgu wileńskiego na Litwie. 
Ośrodek gminy - miasteczko Mejszagoła (1 636 mieszkańców). Na terytorium gminy jest 41 miejscowości, większe z nich: Korwie (344 mieszkańców), Kiemiele (201 mieszkańców), Gudele (183 mieszkańców).

## Powierzchnia terenu
10 085 ha, z nich – 5 568 ha stanowią użytki rolne, 1 344 ha- lasy,  3 173 ha- zbiorniki wodne oraz grunty o innym przeznaczeniu.

## Ludność
2 846 osób.

## Skład etniczny (2011)
- Polacy - 50,4%
- Litwini - 32,1%
- Rosjanie - 12,6%

## Infrastruktura
Poczta, 2 szkoły średnie, 2 szkoły podstawowe, przedszkole, 2 biblioteki, 2 Domy Kultury, posterunek policji, posterunek straży pożarnej, ambulatorium, 6 sklepów, 2 kościoły, cmentarz, 2 zagrody agroturystyczne, grodzisko w Mejszagołe, dwór w Korwiu.

## Przedsiębiorczość lokalna
Rolnictwo i leśnictwo, usługi świadczone dla mieszkańców.

## Miejscowości
W skład gminy Mejszagoła wchodzi 1 miasteczko, 30 wsi i 10 kolonii (chutorów). Miejscowości w gminie Mejszagoła:
| - Antoninowo - Budniki - Cegielnia Gudelska - Chartaniszki - Dębówka - Dowcianiuki - Dowciany - Duksztele - Ejlakiszki - Giedrojciszki - Giejłasze | - Gładkiszki - Góry - Gudele - Jabłonówka - Justynówka - Juszkańce - Kalikstowo - Karklina - Kiemiele - Kierzanka | - Kordonka - Korwie - Kramniszki - Królewszczyzna - Krzywy - Masiany - Mazuryszki - Mejszagoła - Mielki - Podgiejłasze | - Podjezierce - Poszarnia - Powidaki - Sanguniszki - Skauduliszki - Skrudany - Taraliszki - Toczyłowo - Zakorwiszki - Zaluny |